# Cung điện Mała Wieś
Cung điện Mała Wieś là một cung điện tân cổ điển ở Mała Wieś, Mazovian Voivodeship, Ba Lan.
Nhà quý tộc Ba Lan Bazyli Walicki ban đầu xây dựng một trang viên trên địa điểm của Mała Wieś. Nó được thiết kế bởi Hilary Szpilowski. Từ năm 1786 đến năm 1945, Cung điện từng thuộc về các gia đình như Walickis, Zamoyskis, Lubomirskis và Morawskis. Sau chiến tranh thế giới thứ hai, nó đã được quốc hữu hóa và trở thành nơi cư trú vào mùa hè của các thủ tướng Ba Lan.
Ngày nay cung điện là một tòa nhà đa chức năng với khách sạn, nhà hàng và sảnh lễ tân.

## Lịch sử
Kể từ thế kỷ 17 vùng đất này là tài sản của zslachta trong gia đình của Zbierzchowskis. Họ sở hữu Belsk Duży và một vài ngôi làng lân cận. Vùng đất này được mua lại vào giữa thế kỷ 18 bởi hội đồng thân cận và đồng minh của vị vua cuối cùng của Ba Lan, Stanisław August Poniatowski. Bazyli Walicki, con trai của Aleksander và Pudencianna của gia đình Czosnkowski trở thành chủ sở hữu của Mała Wieś. Ông kết hôn với Rose of the Niebourskis và ông đã đầu tư tiền từ của hồi môn để tạo ra một trang viên mới.
Gia đình chuyển đến năm 1786 đến cung điện cổ điển, đẹp đẽ này được thiết kế bởi kiến trúc sư người Ba Lan Hilary Szpilowski. Cung điện đã được vị vua Ba Lan cuối cùng viếng thăm vào năm 1791, khi SA Poniatowski dừng lại sau khi trở về từ cuộc gặp với Catherine Đại đế. Chuyến thăm này được tưởng niệm trên đá trong công viên Mała Wieś.

## Vườn
Khu vườn của Mala Wies đã từng có ba phần. Khu vườn Pháp nằm trên trục của Cung điện, khu vườn Anh và cây có quả, nơi trồng những cây táo đầu tiên ở huyện Grójec, ngày nay là phần chính của cảnh quan khu vực.

## Ngày nay
Sau khi cải tạo được tổ chức vào năm 2013-2016, cung điện đã được điều chỉnh cho các mục đích dịch vụ. Tại nơi sảnh lễ tân hiện thực xã hội chủ nghĩa cũ từ những năm 1960 đã được tạo ra tòa nhà đa chức năng - những vườn cam mới - xây dựng tương tự như nhiều nhà kính được xây dựng bởi các tầng lớp quý tộc Ba Lan trong thế kỷ 18. Nội thất của tòa nhà được trang trí bằng những bức bích họa tương tự như những bức tranh trong Hội trường Pompeian của Cung điện. Bốn nhà ngoài, được sử dụng để phục vụ cho những người hầu của biệt thự là nơi giặt giũ, nhà bếp hoặc phòng đựng thức ăn, nơi gắn liền với các phòng khách sạn, và Nhà vận chuyển đã được tái tạo thành nhà hàng. Trật tự của khu vườn Pháp được tái tạo trên nền của khu vườn của Klementyna Kozietulska. Phần nổi tiếng nhất của nó là vườn hoa hồng với hơn 3000 bụi hoa này.

## Hình ảnh

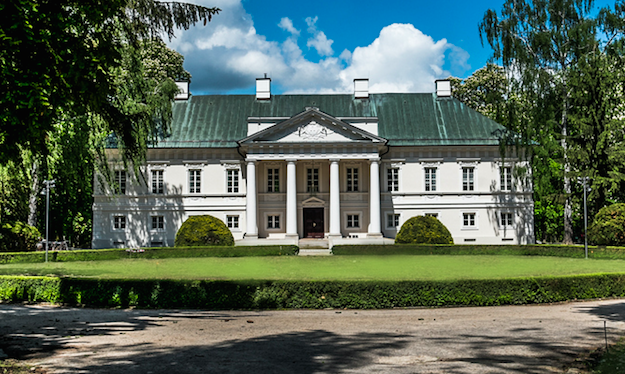
Mặt trước của cung điện
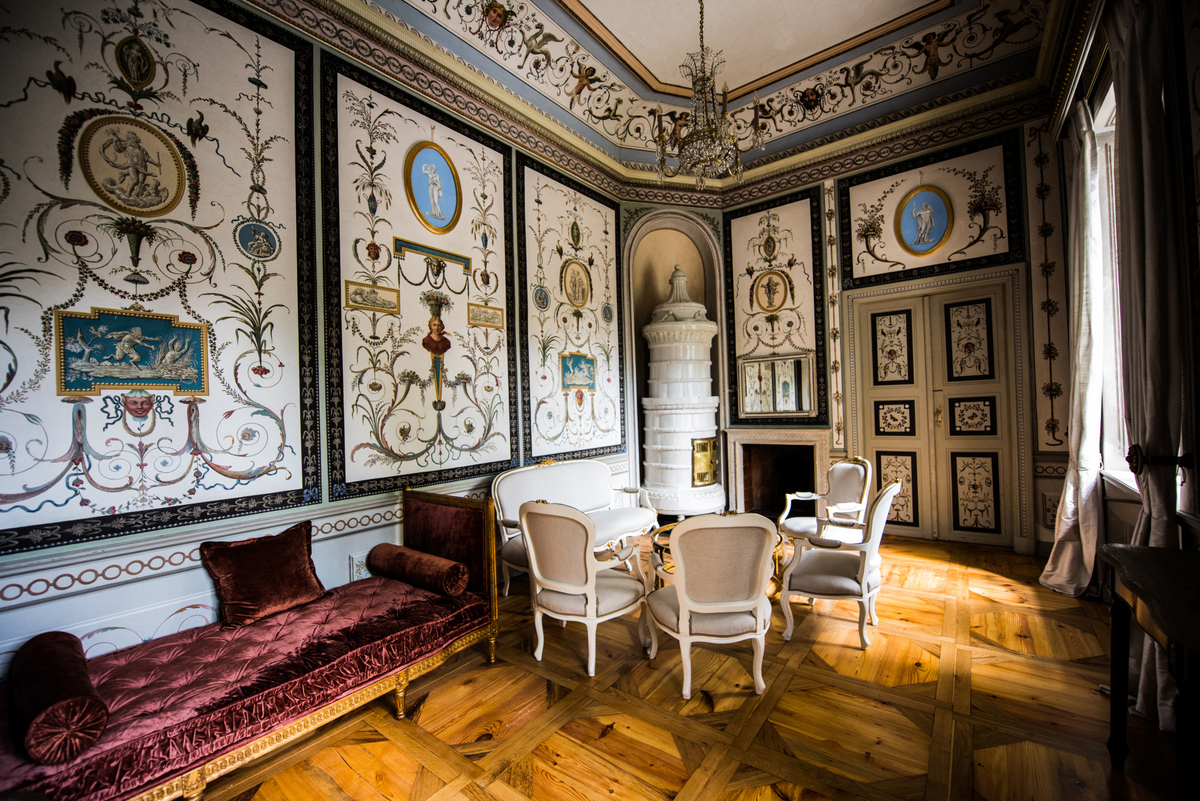
Hội trường Pompeii
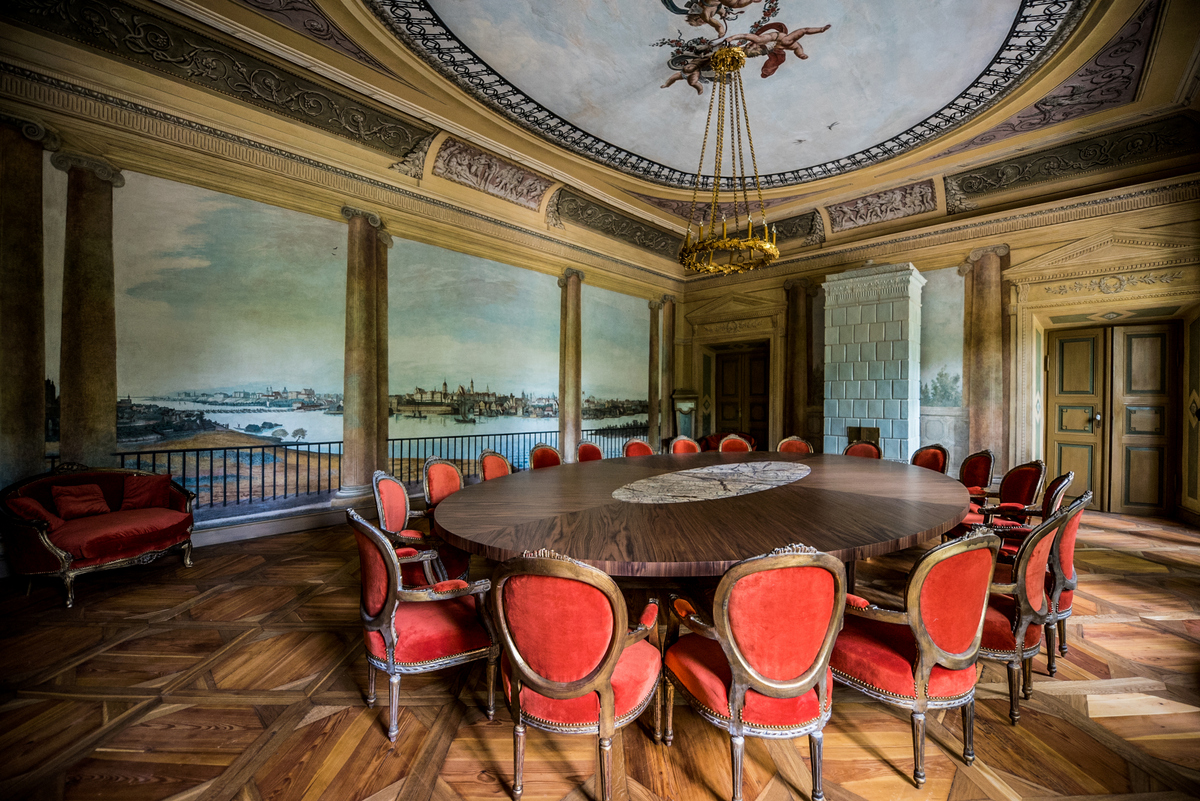
Hội trường Varsovian
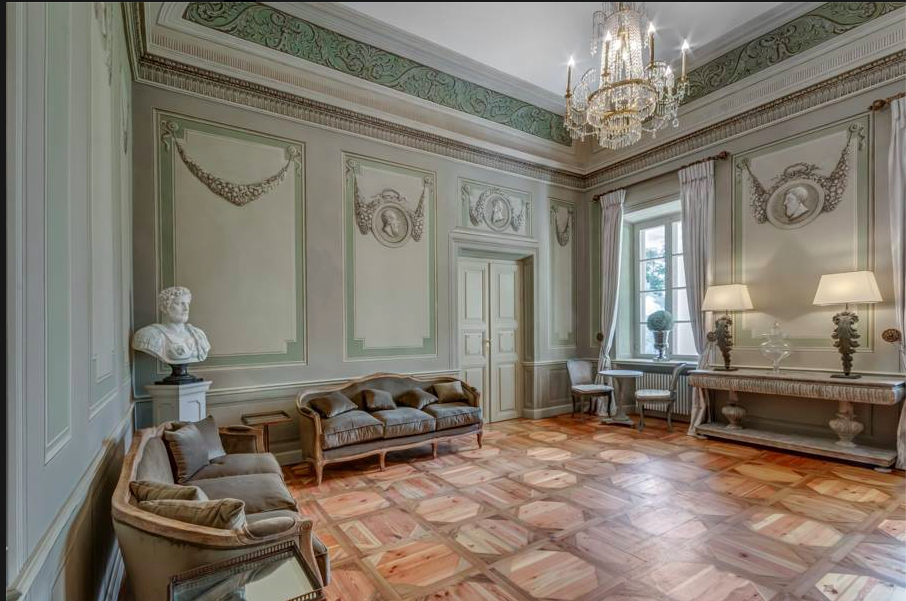
Hội trường triết gia
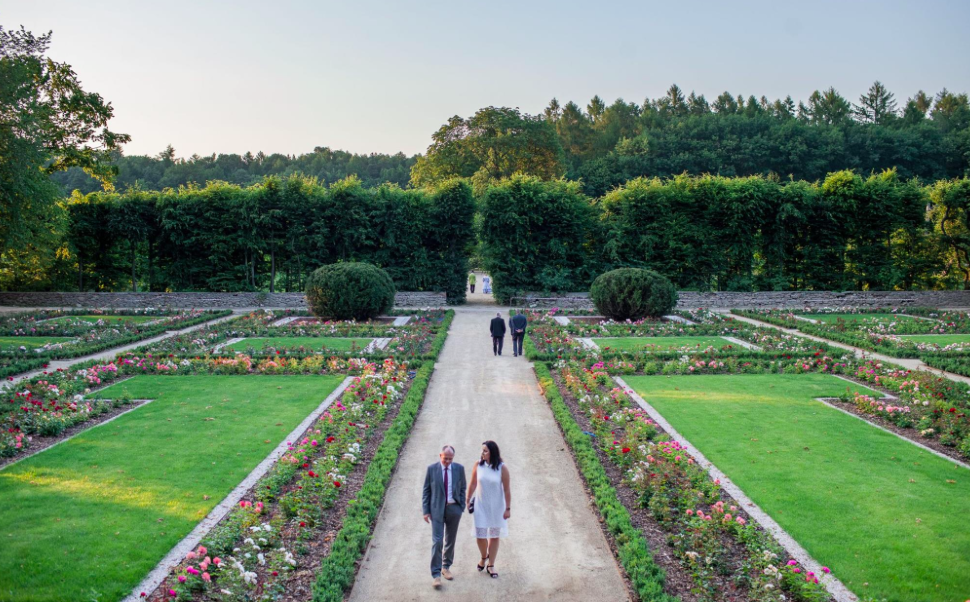
Vườn hoa hồng trong Cung điện Mala Wies
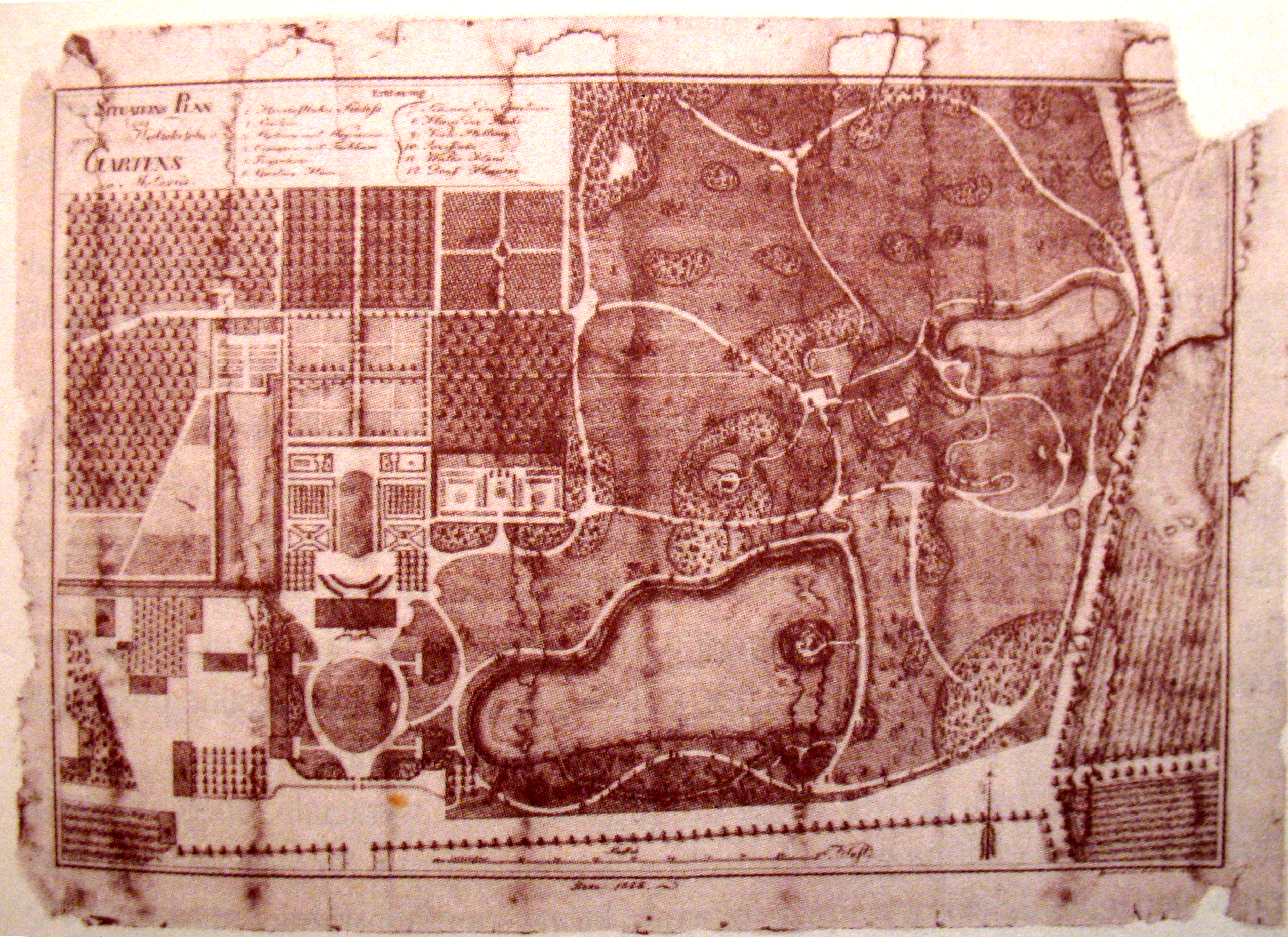
Dự án vườn, 1829
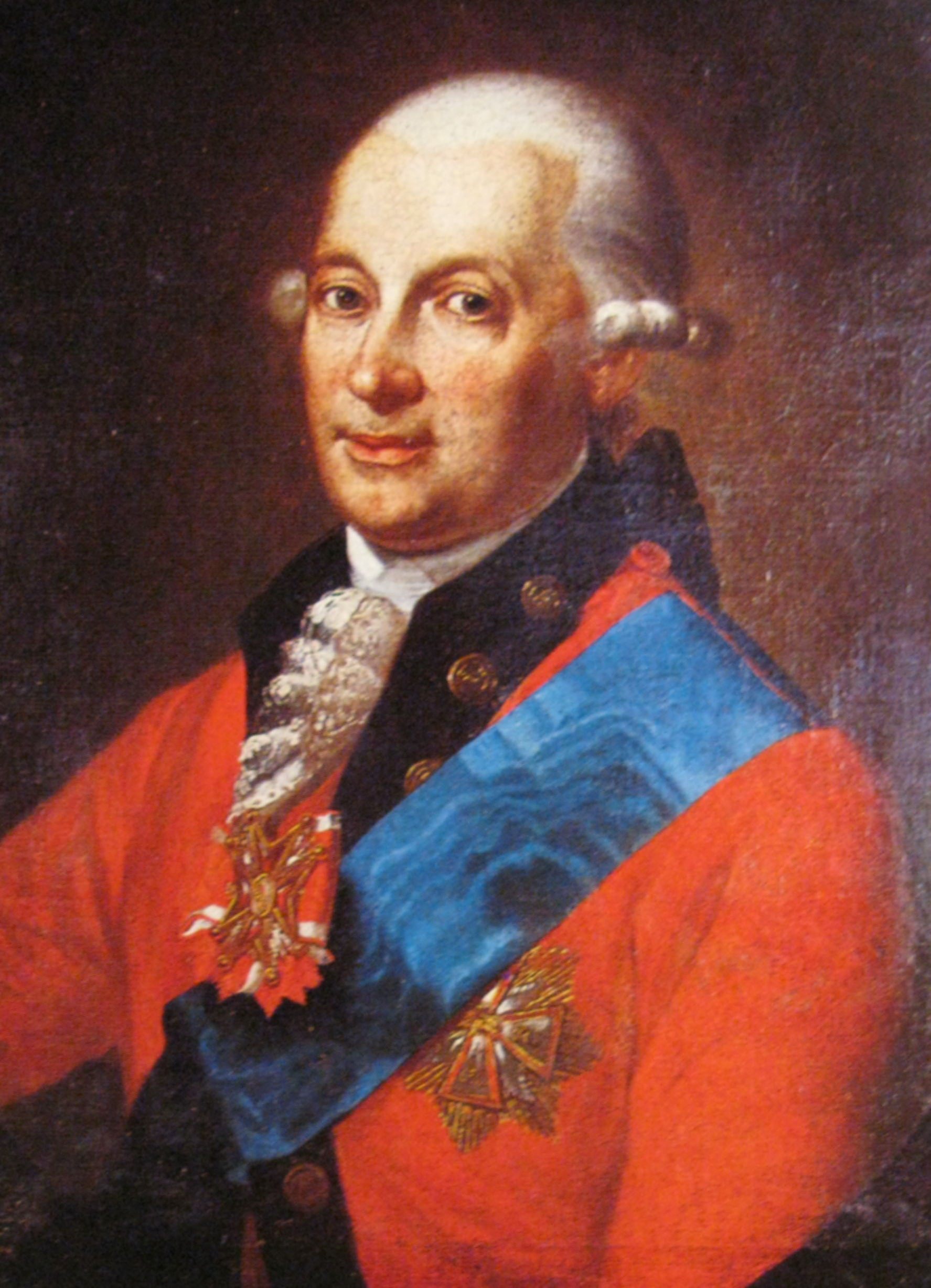
Bazyli Walicki, người sáng lập cung điện